# Pseudoprepotherium
Pseudoprepotherium fue un género extinto de perezoso terrestre perteneciente a la familia de los milodóntidos, que antiguamente vivió en el continente americano durante el Cenozoico. Pseudoprepotherium vivió en el norte de Suramérica a mediados del período Mioceno, hace unos 13 millones de años, siendo originalmente descrito de restos hallados en Venezuela con los que se describieron a la especie P. venezuelanum, localizada en el estado de Portuguesa, cerca del pueblo de Tucupido, en la formación geológica Parángula (antes se consideraba que el lugar era parte de la formación Río Yuca), con hallazgos posteriores en el estado de Acre, en Brasil.
Una segunda especie, P. confusum, fue encontrada en Colombia, en el yacimiento de La Venta en Colombia, en la formación Villavieja. La especie colombiana parece ser similar en tamaño a la de Venezuela, pero difieren en las proporciones de sus miembros, principalmente sus fémures, que en P. confusum son más alargados Dichos restos muestran a un animal, que si bien no alcanza las proporciones de algunas especies de perezosos terrestres del Pleistoceno, si corresponden a un animal grande de hasta 500 kilogramos de peso y cerca de 3,5 metros de longitud, lo que lo ubica entre los grandes herbívoros del Mioceno en el norte de Suramérica, durante la edad Laventense del Mioceno.
Pseudoprepotherium debe su nombre a que inicialmente fue considerado una especie incluida en el género de megatérido del Cono Sur Prepotherium, P. venezuelanum, pero más tarde fue identificado como un género aparte similar en forma, por lo que su nombre se traduce como "falso Prepotherium"; dadas las diferencias faunísticas entre las faunas de vertebrados el norte y sur de Suramérica durante el Mioceno (vistas en otros grupos como los astrapoterios o los gliptodóntidos), esta división ha sido aceptada por varios especialistas. También es de notar que este género no está incluido dentro de las subfamilias en que se subdivide la familia Mylodontidae, por lo que está entre las especies más basales (primitivas) de la familia, si bien no es más antigua que el género Octodontotherium de Argentina, que está algo más relacionado con los demás milodóntidos. Otra especie de milodóntido hallado en La Venta, Brievabradys laventense, si parece pertenecer en cambio a la subfamilia Mylodontinae.